# Julostylis polyandra
Espèce
Statut de conservation UICN

 EN  : En danger
Julostylis polyandra est une espèce de plantes de la famille des Malvacées.